# Кулаківський заказник
Кулаківський заказник — лісовий заказник місцевого значення. Об'єкт розташований на території Печенізької селищної громади Чугуївського району Харківської області на березі Печенізького водосховища між селами Затока та Мартове.
Площа — 455 га, статус заказника був отриманий у 1997 році. Перебуває у користуванні ДП «Чугуєво-Бабчанське лісове господарство», Печенізьке лісництво, квартали 139—142, 162, 163.
Охороняється ділянка дубового лісу природного та штучного походження. Ділянки природного походження представлені рослинними угрупованнями, що занесені до Зеленої книги України: дубові ліси татарсько кленові, кленово-липово-дубові ліси волосистоосокові. На ділянках лісових культур крім дуба звичайного зростають види клену, липа серцелиста. У кв. 142 на площі 14 га ростуть культури інтродукованої породи — сосни кримської. В трав'яному покриві зростають рідкісні рослини з Червоної книги України та Червоних списків Харківської області.